# Nokia 3220
Il Nokia 3220 è un modello di telefono cellulare prodotto dall'azienda finlandese Nokia e messo in commercio nel 2004.
È stato il primo telefono entry-level a offrire un accesso completo a Internet, con un browser XHTML e un client di posta elettronica POP3 / IMAP. 

## Caratteristiche
- Dimensioni: 104 x 44 x 18 mm
- Massa: 86  g
- Risoluzione display: 128 x 128 pixel a 65 000 colori
- Durata batteria in conversazione: 3 ore
- Durata batteria in standby:  280 ore (11 giorni)